# Sporothrix ranii
Sporothrix ranii är en svampart som beskrevs av Moustafa 1981. Sporothrix ranii ingår i släktet Sporothrix och familjen Ophiostomataceae.   Inga underarter finns listade i Catalogue of Life.